# Deutsche Synagoge (Warschau)
Die Deutsche Synagoge von Warschau war die Synagoge der deutschsprachigen Warschauer Juden und die einzige Synagoge in Warschau, in der die Gottesdienste auf Deutsch statt auf Hebräisch gehalten wurden. Sie bestand von 1849 bis 1878.

## Geschichte
In der Zeit des Herzogtums Warschau wuchs die jüdische Gemeinde zu Warschau, insbesondere durch die Ansiedlung deutscher Juden. Die deutschsprachige jüdische Gemeinde ließ in der Daniłowicz-Straße die – später so genannte – „Alte deutsche Synagoge“ erbauen, die 1802 eingeweiht wurde. Sie wurde 1849 abgebrochen, um einem Neubau nach Plänen von Alfons Kropiwnicki und Jakub Centnerschwer an gleicher Stelle Platz zu machen.
Der Bau von 1849 wurde seinerseits 1878 für den Bau der Großen Synagoge an gleicher Stelle abgebrochen. Die Große Synagoge wurde nach dem Vorbild der Berliner Synagoge in der Oranienburger Straße gestaltet.
Koordinaten: 52° 14′ 40,5″ N, 21° 0′ 8,6″ O